# The Tiger's Tail
The Tiger's Tail è un film del 2006 scritto e diretto da John Boorman.
Il thriller psicologico è ambientato nell'Irlanda dei primi anni duemila, durante il periodo del boom economico della cosiddetta "tigre celtica".

## Distribuzione
Il film è stato proiettato in anteprima al Festival internazionale del cinema di San Sebastián in Spagna il 26 settembre 2006. L'uscita nelle sale irlandesi è avvenuta il 10 novembre 2006, mentre nel Regno Unito è stato distribuito dall'8 giugno 2007.